# Mutt Carey
Thomas „Mutt“ Carey, auch „Papa Mutt“  (* 25. Dezember 1891 in Hahnville, Louisiana; † 3. September 1948 in Elsinore, nahe San Francisco) war ein US-amerikanischer Jazz-Trompeter und Bandleader des New Orleans Jazz.

## Leben und Wirken
Carey zog in früher Jugend mit der Familie nach New Orleans. Er spielte zunächst Schlagzeug und wechselte 1912 aufs Kornett, um in der Band seines älteren Bruders Jack Carey, eines Posaunisten, zu spielen. 1917 tourte er in den Vaudevilles, trat unter anderem mit Lawrence Duhé in Chicago auf und spielte immer wieder mit Kid Ory (z. B. schon 1914), mit dem er 1919 nach Kalifornien ging. 1921 machte er mit Ory dort seine ersten Plattenaufnahmen, die gleichzeitig die ersten Aufnahmen einer afroamerikanischen Band aus New Orleans sind. Sie wurden vom Sunshine Label der Gebrüder Spikes in Los Angeles veröffentlicht (deshalb figuriert hier Kid Ory´s „Original Creole Jazz Band“ als „Spike´s Seven Pods of Pepper Orchestra“ (für Nordskog) bzw. „Sunshine Band“ für die Sunshine Record Company): „Society Blues“ und „Ory´s Creole Trombone“ sowie Begleitungen von zwei Blues-Sängerinnen (Ruth Lee und Roberta Dudley) wurden aufgenommen. Nach Gunther Schuller war sein Spiel damals „sicher, elegant und fantasievoll“.  Als Ory nach Chicago ging, übernahm Carey die Band in Los Angeles und spielte mit ihr noch einen Teil der 1930er Jahre. Dann arbeitete er als Schlafwagenschaffner und Postbote. Im New Orleans-Revival war er 1944 wieder an der Westküste mit Ory vereinigt. 1947 ging er nach New York City; ein Jahr vor seinem Tod gründete er nochmals eine eigene Band, „Mutt Carey and his New Yorkers“ (mit Baby Dodds, Danny Barker, Pops Foster, Albert Nicholas, Ed Hall, Jimmy Archey), mit denen er auch Aufnahmen machte. Er nahm auch mit Hociel Thomas und mit Bunk Johnson auf.
Zusammen mit Joe Oliver war Mutt Carey der erste Kornettist in New Orleans, der damals so genannte „freakish sounds“ in sein Spiel einbaute, also die Verfremdung von Tönen z. B. mit Hilfe von verschiedensten Dämpfern.

## Lexikalischer Eintrag
- Leonard Feather, Ira Gitler: The Biographical Encyclopedia of Jazz. Oxford University Press, New York NY u. a. 2007, ISBN 978-0-19-532000-8.